# Bodzanów (Pequena Polônia)

Bodzanów é uma aldeia do sul da Polónia, na área metropolitana de Cracóvia, situada na região de Pequena Polónia.

## Etimologia
O nome de Bodzanów em polonês, Bodzanów significa "pertencente a Boczan" onde Boczan é uma forma abreviada do sobrenome primeira propriedade aldeia.

## Igreja
- Igreja dos Santos Apóstolos Pedro e Paulo em Bodzanów

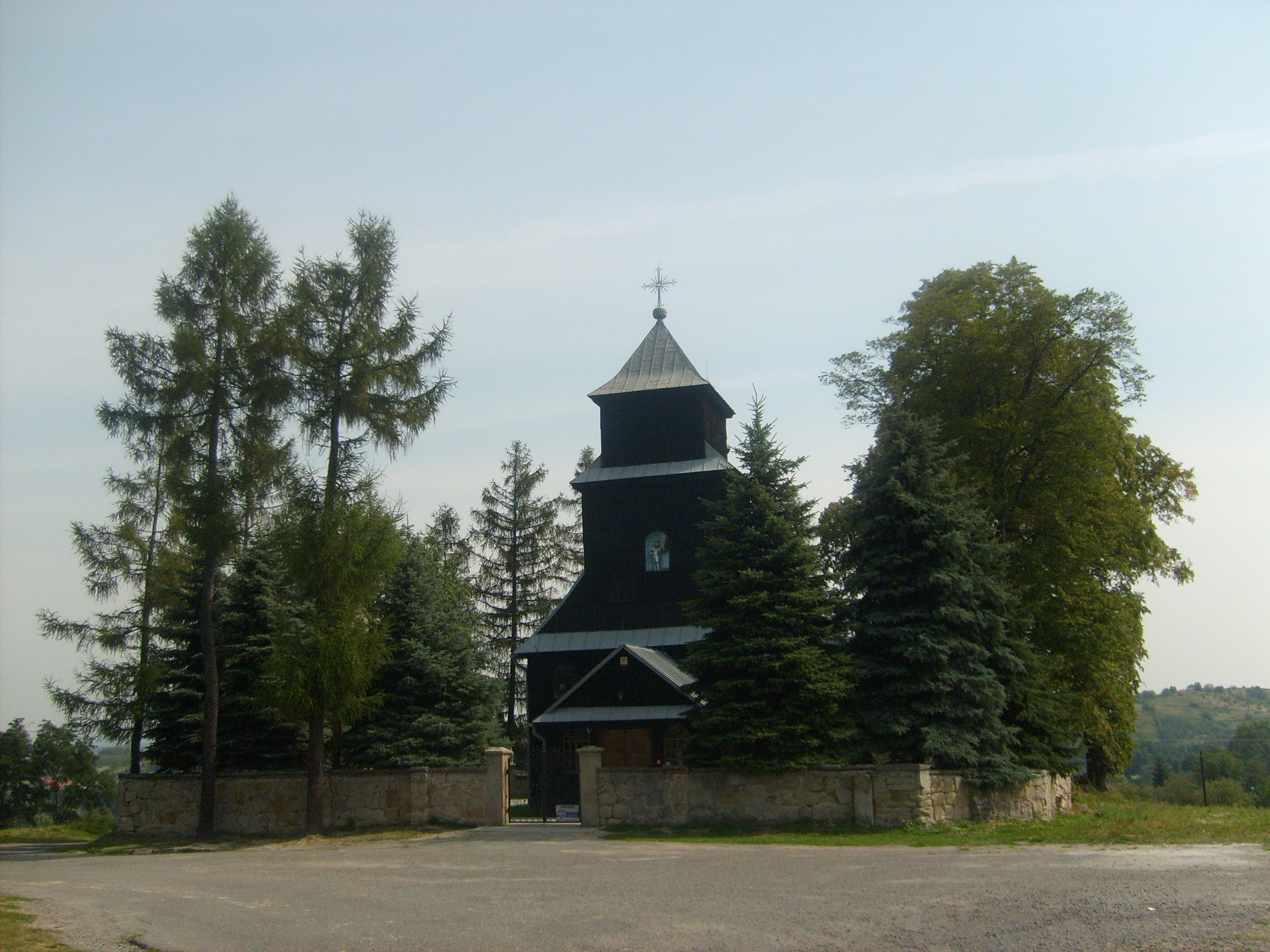
Igreja dos Santos Apóstolos Pedro e Paulo em Bodzanów